# Аксуский район (Павлодарская область)
Аксуский район (каз. Ақсу ауданы) — единица административного деления Павлодарской области Казахской ССР (с 1991 — Республики Казахстан), существовавшая в 1938—1997 годах. Центр — село (с 1961 — город) Ермак (с 1993 — Аксу).

## История
Кагановичский район был образован 14 февраля 1938 года в составе Павлодарской области из части территории Павлодарского и Бескарагайского районов.
По данным 1951 года район включал 10 сельсоветов: Грязновский, Ермаковский, Кызыл-Жарский, Кургульский, Ленинский, Марковский, Потанинский, Сынтасский, Чиганский и Чкаловский.
16 августа 1957 года Кагановичский район был переименован в Ермаковский район.
21 февраля 1992 года Ермаковский район был переименован в Аксуский район. 7 мая 1997 года Аксуский район был упразднён, а его территория передана в административное подчинение городу Аксу.

## Население
| 1939   | 1959   | 1970   | 1979   | 1989   |
| ------ | ------ | ------ | ------ | ------ |
| 13 952 | 28 937 | 30 889 | 33 079 | 32 976 |

По данным переписи 1939 года национальный состав района был таков: казахи — 65,0 %, русские — 23,4 %, украинцы — 7,2 %.